# Kostel Nejsvětější Trojice (Smečno)
Kostel Nejsvětější Trojice ve Smečně je římskokatolický farní kostel ve středočeské obci Smečno.

## Historie

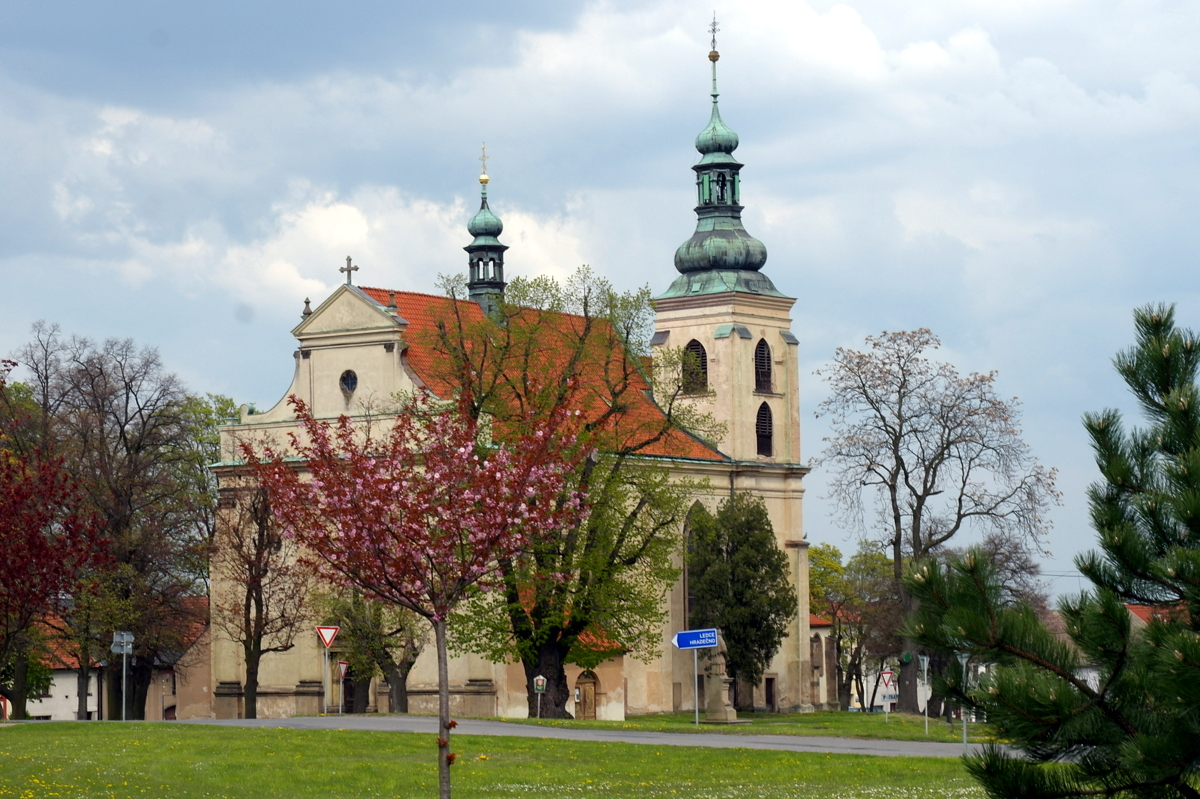
Kostel Nejsvětější Trojice, Smečno

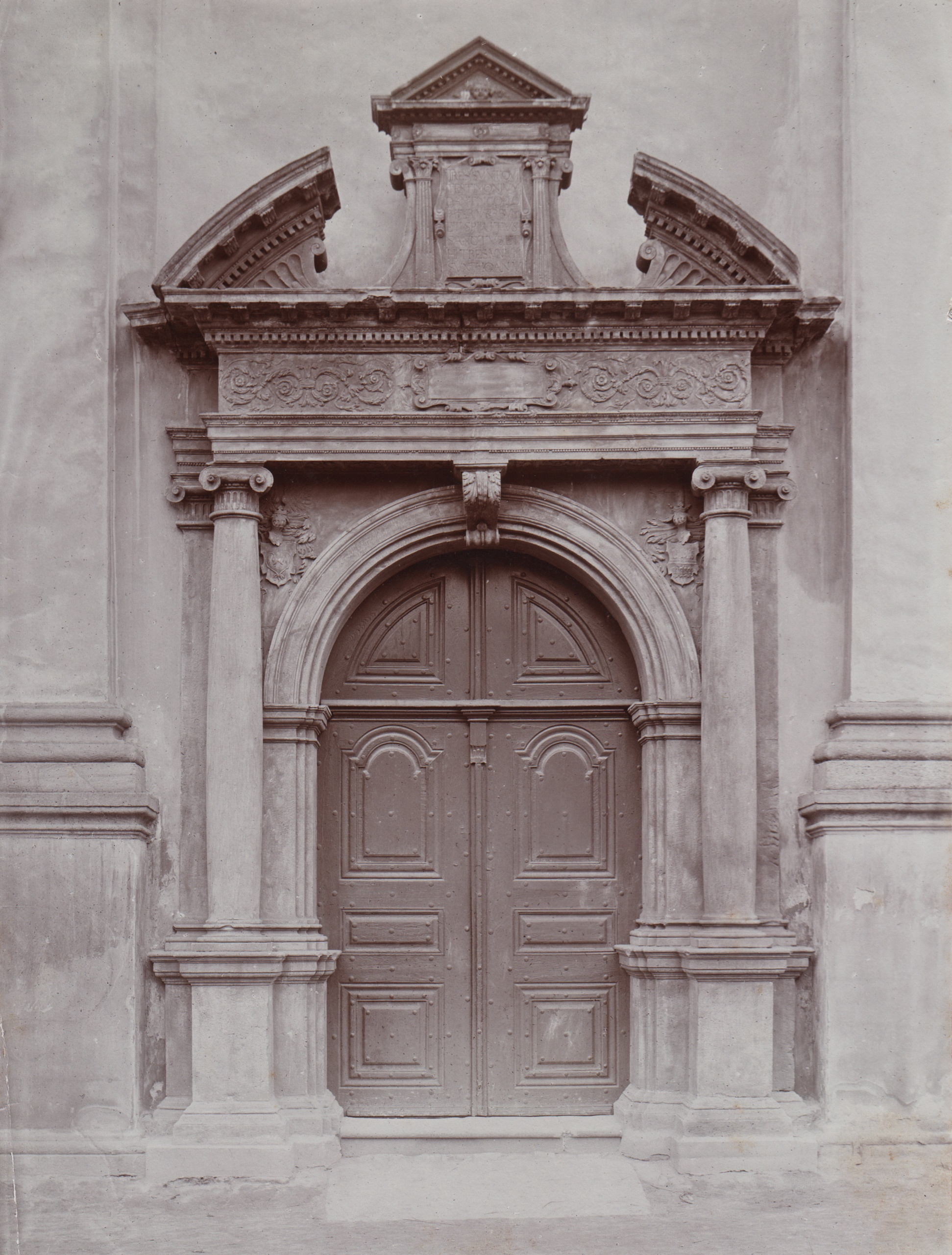
Portál hlavního vstupu (stav v roce 1904)

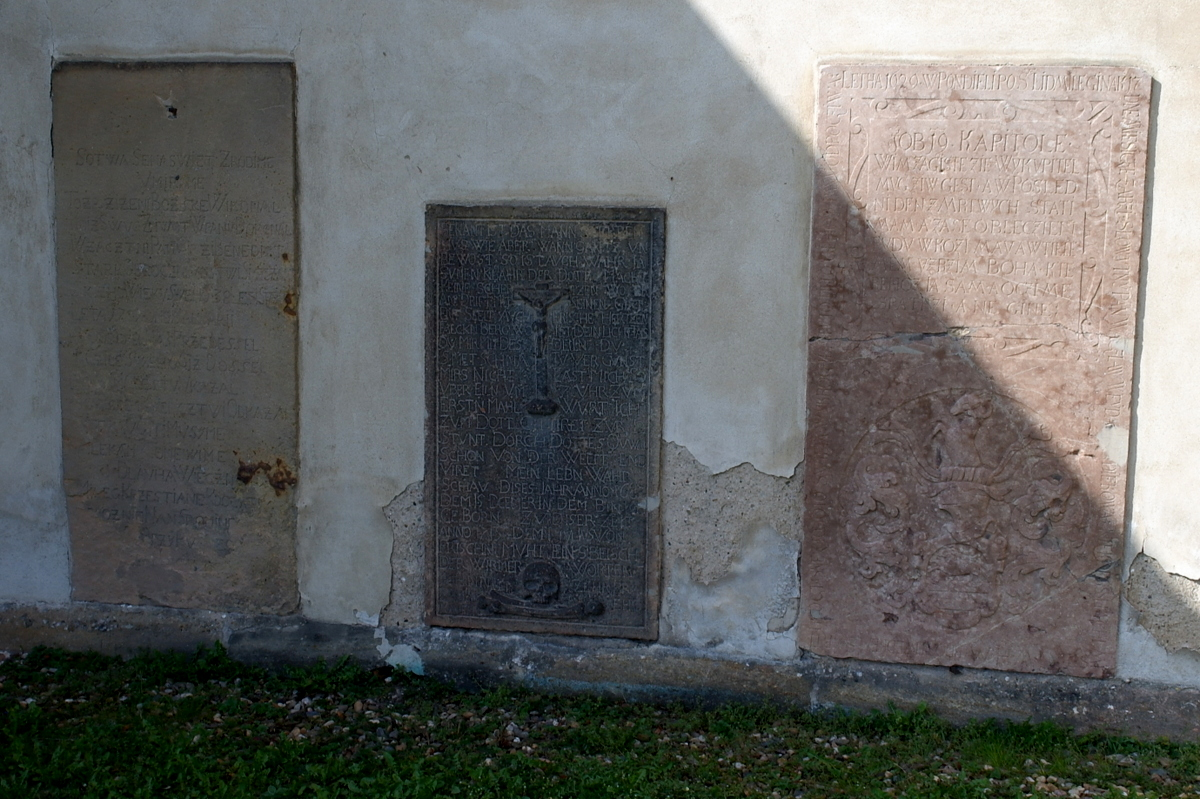
Náhrobníky na zdi kostela

Původní stavba smečenského kostela Nejsvětější Trojice pocházela ze třetí čtvrtiny 14. století a byla postavena v gotickém slohu. Svědčí o tom dochovaná sakristie, vybudovaná z presbytáře původního kostela při renesanční přestavbě. Ta byla dokončena roku 1587, tedy v době, kdy panství spravoval Jiří Bořita z Martinic s manželkou Eliškou, rozenou Bruntálskou z Vrbna. Kostel prošel několika dalšími opravami, při nichž však svou renesanční podobu neztratil.

## Interiér

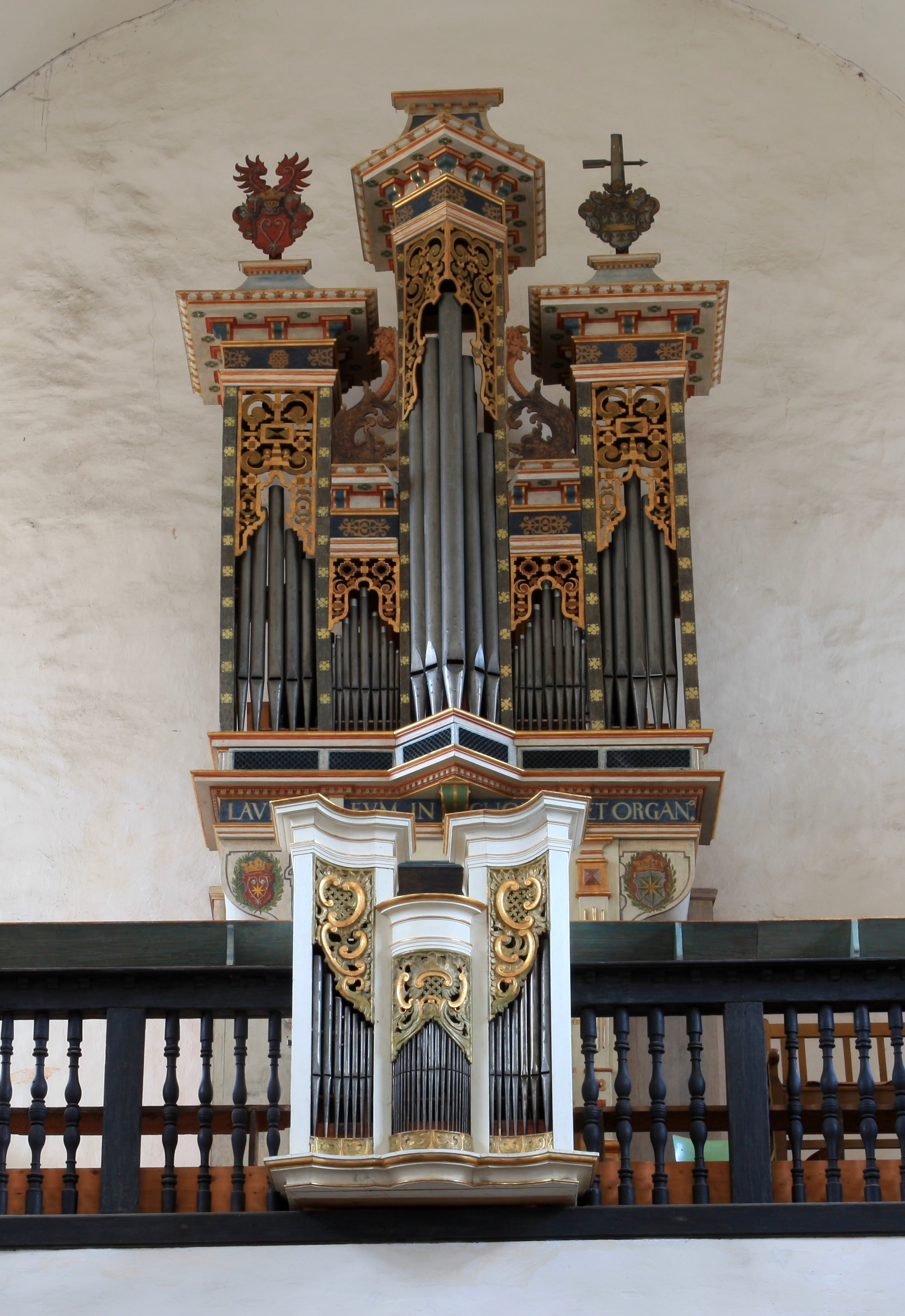
Kostelní varhany

Uvnitř kostela je hodnotný mobiliář: barokní hlavní oltář od Ignáce Františka Platzera, obraz Nejsvětější Trojice od pražského malíře Antonína Tuvory. Uvnitř kostela i na jeho obvodových zdech je několik náhrobníků z renesanční a pozdější doby.
Zvláště hodnotné jsou pak varhany, které pocházejí z doby vysvěcení kostela v roce 1587, a jsou tak nejstaršími dosud existujícími varhanami v českých zemích. Jsou na nich vyobrazeny erby Bořitů a Bruntálských. V 18. a 19. století prošly varhany opravami a roku 1990 rekonstruovány dílnou varhanáře Dušana Doubka. Při této opravě se zjistilo, že většina píšťal je původních z doby renesančních majitelů panství. Na tyto varhany, typicky v květnu, přicházejí každý rok hrát hostující varhaníci v rámci smečenského varhanního festivalu.